# Lista de unidades federativas do Brasil por arrecadação do ICMS
Esta página traz uma lista de unidades federativas do Brasil por arrecadação do ICMS segundo dados de 2012 do Ministério da Fazenda (atualmente Ministério da Economia), arrecadação per capita, e como proporção do produto interno bruto (PIB).
| Unidade federativa  | Receita ICMS em R$ (2012) | Per capita em R$ (2012) | Proporção do PIB da unidade federativa em % (2010) |
| ------------------- | ------------------------- | ----------------------- | -------------------------------------------------- |
| Brasil              | 326.761.039.000           | 1684,80                 | 7,18                                               |
| São Paulo           | 109.103.539.000           | 2603,83                 | 7,40                                               |
| Minas Gerais        | 32.100.033.000            | 1616,70                 | 7,74                                               |
| Rio de Janeiro      | 25.466.802.000            | 1568,99                 | 5,65                                               |
| Rio Grande do Sul   | 21.378.209.000            | 1984,87                 | 7,09                                               |
| Paraná              | 17.859.740.000            | 1688,42                 | 6,38                                               |
| Bahia               | 14.442.791.000            | 1018,87                 | 7,87                                               |
| Santa Catarina      | 12.719.389.000            | 1992,61                 | 6,80                                               |
| Goiás               | 11.369.285.000            | 1847,16                 | 8,37                                               |
| Pernambuco          | 10.601.777.000            | 1187,07                 | 8,84                                               |
| Espírito Santo      | 9.222.390.000             | 2577,48                 | 8,48                                               |
| Ceará               | 7.646.410.000             | 888,50                  | 7,90                                               |
| Mato Grosso         | 6.708.830.000             | 2153,49                 | 8,95                                               |
| Amazonas            | 6.500.920.000             | 1810,34                 | 9,29                                               |
| Pará                | 6.266.122.000             | 804,12                  | 6,65                                               |
| Mato Grosso do Sul  | 6.005.121.000             | 2397,17                 | 10,67                                              |
| Distrito Federal    | 5.693.957.000             | 2149,85                 | 3,07                                               |
| Maranhão            | 3.858.928.000             | 574,73                  | 6,51                                               |
| Rio Grande do Norte | 3.690.518.000             | 1143,21                 | 8,79                                               |
| Paraíba             | 3.248.745.000             | 851,53                  | 7,91                                               |
| Rondônia            | 2.623.797.000             | 1650,18                 | 9,26                                               |
| Alagoas             | 2.453.754.000             | 775,16                  | 8,46                                               |
| Piauí               | 2.395.316.000             | 757,83                  | 8,70                                               |
| Sergipe             | 2.301.428.000             | 1090,28                 | 7,74                                               |
| Tocantins           | 1.491.368.000             | 1051,97                 | 6,50                                               |
| Amapá               | 695.976.000               | 996,24                  | 5,90                                               |
| Acre                | 498.744.000               | 657,29                  | 6,79                                               |
| Roraima             | 417.149.000               | 888,45                  | 6,48                                               |